# The Last Encore
Albums de Kayak
Royal Bed Bouncer
(1975) Starlight Dancer
(1977)
The Last Encore, sorti en 1976, est le quatrième album du groupe de rock progressif néerlandais Kayak.
La pochette de l'album, conçue par Jan van Uden, reprend une peinture de Fred Hansen.

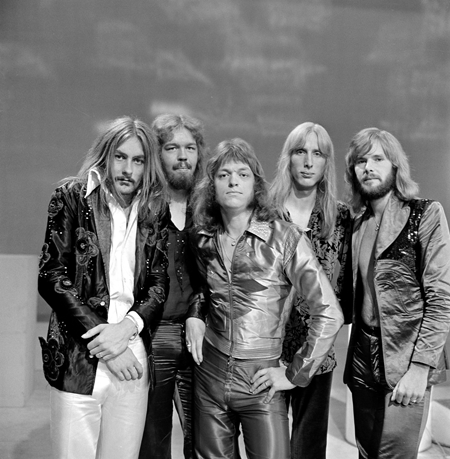
Kayak.

## Historique
En 1976, Kayak signe avec le label Phonogram pour l'album The Last Encore, pour lequel le batteur Pim Koopman est de retour à la composition, aux côtés du claviériste Ton Scherpenzeel. 
Cet album est le premier que Kayak enregistre hors des Pays-Bas, lors d'une session d'enregistrement de six semaines à Bruxelles en Belgique. 
L'album et produit par Alan Ward et Phil Delire et est enregistré aux Morgan Studios à Bruxelles en Belgique.
Espérant un succès commercial, Phonogram engage des moyens importants dans cet album, comme un orchestre et des musiciens de studio supplémentaires, mais l'album se vend très mal.
À cette époque, Pim Koopman montre, en plus de ses talents de musicien, des talents de producteur et il quitte le groupe après s'être vu offrir un contrat en tant que producteur. Son départ est suivi de peu par celui du bassiste Bert Veldkamp, le groupe perdant ainsi en l'espace de deux mois non seulement un de ses deux compositeurs mais également sa section rythmique complète.

## Liste des morceaux
1. Back to the Front
2. Nothingness
3. Love of a Victim
4. Land on the Water
5. The Last Encore
6. Do You Care
7. Still my Heart Cries for You
8. Relics from a Distant Age
9. Love me Tonight / Get on Board
10. Evocation
11. Raid Your Own House
12. Well Done

## Musiciens
- Ton Scherpenzeel : claviers, chant, guitare basse
- Pim Koopman : percussions, piano, chant
- Johan Slager  : guitare, chant
- Max Werner  : percussions, mellotron, chant
- Bert Veldkamp : guitare basse, chant, saxophone, cithare